# 船戸健行
船戸 健行（ふなど たけゆき、11月19日 - ）は、日本の男性俳優、声優、音響監督。愛媛県出身。血液型 A型。趣味/特技 愛媛弁、婚礼司会、麻雀。
一時期、芸名をひのもと はじめとしていた。以前は劇団青杜→プロダクションエム・スリー→カメレオンハウスを経て独立し、現在は株式会社オフィス・ブレーンの代表。漫画家の「ひのもと はじめ」とは別人である。

## 出演作品

### テレビドラマ
- ふぞろいの林檎たちII（1985年3月15日 - 6月7日、TBS）
- 大河ドラマ（NHK）
  - 独眼竜政宗（1987年1月4日 - 12月13日）
    - 独眼竜政宗　総集編　1.「梵天丸もかくありたい」（1987年12月27日 - 12月31日）

  - 武田信玄　第6話、第46話（1988年1月10日 - 12月18日）　従者　役
  - 翔ぶが如く（第一部）　第5話（1990年1月7日 - 7月29日）
  - 太平記（1991年1月6日 - 12月8日）
  - 信長 KING OF ZIPANGU　第1話、第8話（1992年1月5日 - 12月13日）
  - 琉球の風 DRAGON SPIRIT　第4話（1993年1月10日 - 6月13日）
  - 炎立つ（1993年7月4日 - 1994年3月13日）
- 日曜劇場　指輪（1987年2月1日、TBS）
- 連続テレビ小説チョッちゃん 第51話（1987年、NHK）- 男
- 銀河テレビ小説（NHK）
  - 　総務部総務課山口六平太（1988年7月25日 - 8月12日） - 社員 役
- 避暑地の猫　第3話（1988年9月1日 - 9月22日、テレビ朝日）
- 北の国から'89帰郷〜（1989年3月31日、フジテレビ）
- 仮面ライダーBLACK RX 第23話（1989年4月9日、MBS）
- ドラマ10　詩城の旅びと　第1話、第3話、第5話（1989年10月9日 - 11月6日、NHK）
- 愛しあってるかい!　第9話（1989年10月16日 - 12月18日、フジテレビ）
- 過ぎし日のセレナーデ　第2話、第4話（1989年10月19日 - 1990年3月22日、フジテレビ）
- 水曜ドラマ 花も実もある（1990年、NHK） - 警察官 役
- 卒業（1990年1月12日 - 3月30日、TBS）　高井　役
- 月曜ドラマスペシャル　脱獄山脈（1990年1月22日、TBS）
- 火曜サスペンス劇場　小京都ミステリー　飛騨高山連続殺人事件（1990年7月10日、日本テレビ）
- 木曜劇場　ニューヨーク恋物語II 男と女（1990年10月18日 - 12月20日、フジテレビ）
- 世にも奇妙な物語（フジテレビ）
  - 世にも奇妙な物語　第2シリーズ（第2期）「8時50分」（1991年3月14日）
  - 世にも奇妙な物語　春の特別編「偶然やろ?」（1991年4月4日）
  - 世にも奇妙な物語　第2シリーズ（第2期）「嘘八百屋」（1991年7月25日）
  - 世にも奇妙な物語　第3シリーズ（第3期）「不幸の伝説」（1992年6月25日）
  - 世にも奇妙な物語　冬の特別編「穴」（1992年12月30日）
- ルージュの伝言VOL.12「メトロポリスの片隅で」（1991年6月19日、TBS）
- 七人の女弁護士第2シリーズ第2話（1991年10月24日、テレビ朝日）
- 大人は判ってくれない第02回「最後のドラマ」（1992年1月23日、フジテレビ）
- 木曜劇場　ジュニア・愛の関係　第11話（1992年4月16日 - 6月25日、フジテレビ）
- 悪魔のKISS　第6話（1993年7月7日 - 9月22日、フジテレビ）
- 同窓会（1993年10月20日 - 12月22日、日本テレビ）
- 金曜エンタテイメント　やっぱり帰ってきたOL三人旅　長崎湯けむり激安ツアー殺人事件（1993年12月10日、フジテレビ）
- 時をかける少女　第1話（1994年2月19日 - 3月19日、フジテレビ）
- 土曜ドラマ　もうひとつの家族（1995年1月7日 - 1月14日　NHK）
- 新ニューヨーク恋物語（2004年3月30日、フジテレビ）

### 実写映画
- 紅い眼鏡/The Red Spectacles（1987年、監督・脚本：押井守、キネカ大森）　室戸文明刑事の部下　役
- Mr.レディー・夜明けのシンデレラ（1990年1月20日、監督・脚本：瀬川昌治、東宝）

### 舞台
- 「テレスコープ〜青春篇〜」（天国ロックを覗いてみれば）（1983年、劇団青杜、新橋ヤクルトホール）
- 「真夏の夜の夢」（1997年、バーストマン）　オーベロン　役
- 「奥様は化け猫」（1998年、バーストマン、三百人劇場）
- 「ANGEL TOUCH」〜天国に一番近い場所〜（1999年、バーストマン、新宿シアター・アプル）

### テレビアニメ
- 重戦機エルガイム（アロン・ジェルバ）
- 仙界伝 封神演義（崇候虎、男、標C、農夫）
- タオタオ絵本館
- 南海奇皇（ネオランガ）シーズン1・2（指揮官、現場指揮官）
- HAUNTEDじゃんくしょん
- みすて♡ないでデイジー（カラオケの客）
- めぞん一刻

### 劇場版アニメ
- 宇宙戦艦ヤマト 完結編

### ゲーム
1999年
- 真・魔装機神 PANZER WARFARE
- 悠久幻想曲 ensemble2（クランク）

2001年
- エミーリア（ヴァルシア王）※PS

2002年
- 兎-野性の闘牌-（新庄直樹）
- TRUE BLUE（正田裕一郎）

2003年
- 麻雀飛龍伝説 天牌（谷口隆）

2005年
- Innocent Blue（仁村清志郎）

2006年
- グローランサーV Genelations（マニス）

### CDドラマ
- OVA-CDドラマコレクション 最遊記（神）
- WILD HALF
  - WILD HALF ドラマアルバム Encounter1
  - WILD HALF ドラマアルバム Encounter2（山崎）
  - WILD HALF ドラマアルバム Encounter3（山崎）
- D-XHIRD（ディ・サード）（歴史に介入せし者）
- ドラマCD『THE KING OF FIGHTERS '97 〜激突編〜』（男A）
- ドラマCD『THE KING OF FIGHTERS '97 〜宿命編〜』（男A）
- ドラマCD『THE KING OF FIGHTERS '98』（デス・ゲームの主催者）
- ドラマCD『SAMURAI SPIRITS 2 アスラ斬魔伝』（飯屋の店主）
- ドラマCD『幕末浪漫第二幕 月華の剣士』（探索方）
- ドラマCD『ATHENA 〜Awakening from the ordinary life〜』（研究員）
- 仙界伝封神演義外伝　第壱章（将官、兵士、医師）
- ストリートファイターEX2（漁師）
- ラ・ジオブリーダーズ「FIELD OF MADNESS」（審判）
- マリーのアトリエ ドラマCD（冒険者）
- ラ・ジオブリーダーズ ドラマアルバム　2（ヤクザA）
- 悠久幻想曲 2nd Album ドラマCD Vol.2（盗賊A）
- スーチー・ドラマシアター「ミラクルアナザーワールド！PART I 江戸時代編」（剣衛門）

### ラジオドラマ
- 千葉繁のスパイラルワールド（隊長）

### CD
- THE KING OF FIGHTERS '97 〜激突編〜 DRAMA CD
- THE KING OF FIGHTERS '97 〜宿命編〜 DRAMA CD
- THE KING OF FIGHTERS '98 DRAMA CD
- SAMURAI SPIRITS 2 アスラ斬魔伝 DRAMA CD
- 幕末浪漫第二幕 月華の剣士 DRAMA CD
- ATHENA 〜Awakening from the ordinary life〜 DRAMA CD

## 音響関連
ゲーム
- グローランサーIV オーバーリローデッド＜インデックス＞PSP
- グローランサーIV -Wayfarer of the time-＜アトラス＞PS2
- グローランサーIV（ファンディスク）＜アトラス＞PS2
- グローランサーV（シリーズで継続中）＜アトラス＞PS2

動画（アニメ）
- グローランサーV（ゲーム内アニメーション）＜アトラス＞PS2

CDドラマ
- グローランサーV＜フロンティアワークス＞
- 汝子校戦艦シンフォニア（全8話）＜エンターブレイン＞（月刊TECH Win誌、付属CDドラマ）

ナレーション
- マクドナルド社員教育用VP

その他
- グローランサーV　キャラクターソング＜ポニーキャニオン＞

ほか、PC版ゲーム作品、PC版ゲームからのOVA作品、ゲーム・雑誌コンテンツ作品、ゲーム作品用NA、HP用コンテンツのキャスティング・声優絡みのイベント・劇団公演（出演/制作）など多数あり

## その他
- 方言指導　第28回公演:「日暮町風土記」　逗子市民劇団なんじゃもんじゃ（2002年12月）
- キャスティングコーディネート　エミーリア※PS
- 企画　汝子校戦艦シンフォニア